# Stepfanie Kramer
Stepfanie Kramer, pseudonimo di Stephanie Kramer (Los Angeles, 6 agosto 1956), è un'attrice e cantante statunitense.

## Biografia
Figlia di un ebreo e discendente dei Cherokee, una tribù nativa americana, interpretò, fra i vari ruoli Dee Dee McCall nella serie tv Hunter, nella quale recita insieme a Fred Dryer. Ha interpretato diverse volte sé stessa in vari documentari (negli anni 1984-1987).
Sposatasi il 24 maggio 1992 con Mark Richards divorziò nel 1999. Dal rapporto è nata una figlia (nel 1994), Lily.

## Filmografia

### Attrice

#### Cinema
- Ho perso la testa per un cervello (The Man with Two Brains), regia di Carl Reiner (1983)
- Gemelle (Twin Sisters), regia di Tom Berry (1992)
- The Dogwalker, regia di Paul Duran (1999)

#### Televisione
- Starsky & Hutch – serie TV, episodio 3x04 (1977)
- La famiglia Bradford (Eight Is Enough) – serie TV, episodio 2x19 (1978)
- Nel tunnel dei misteri con Nancy Drew e gli Hardy Boys (The Hardy Boys/Nancy Drew Mysteries) – serie TV, episodio 2x22 (1978)
- Gli sbandati (The Runaways) – serie TV, episodio 2x06 (1979)
- Fantasilandia (Fantasy Island) – serie TV, episodi 2x14-3x09 (1979)
- Vega$ – serie TV, episodio 3x04 (1980)
- Dynasty – serie TV, episodi 1x01-1x08 (1981)
- Henry e Kip (Bosom Buddies) – serie TV, episodio 2x07 (1981)
- Trapper John (Trapper John, M.D.) – serie TV, episodi 2x06-4x11 (1981-1982)
- California (Knots Landing) – serie TV, episodi 3x07-3x18 (1982)
- Devlin & Devlin (The Devlin Connection) – serie TV, episodio 1x08 (1982)
- Qui Los Angeles: squadra anticrimine (High Performance) – serie TV, episodio 1x01 (1983)
- Appartamento in tre (We Got It Made) – serie TV, 22 episodi (1983-1984)
- Hazzard (The Dukes of Hazzard) – serie TV, episodi 6x16-6x17 (1984)
- Riptide – serie TV, episodio 1x08 (1984)
- Mike Hammer investigatore privato (Mike Hammer) – serie TV, episodio 1x10 (1984)
- A-Team (The A-Team) – serie TV, episodio 3x04 (1984)
- Hunter – serie TV, 130 episodi (1984-1990)
- Terrore sul ponte di Londra (Bridge across Time), regia di E.W. Swackhamer – film TV (1985)
- Favorite Son – miniserie TV, episodio 1 (1988)
- Take My Daughters, Please, regia di Larry Elikann – film TV (1988)
- Coins in the Fountain, regia di Tony Wharmby – film TV (1990)
- Beyond Suspicion, regia di Paul Ziller – film TV (1994)
- La scuola del silenzio (Deceived by Trust: A Moment of Truth Movie), regia di Chuck Bowman – film TV (1995)
- L'amore di un padre (Abducted: A Father's Love), regia di Chuck Bowman – film TV (1996)
- Massima velocità (Thrill), regia di Sam Pillsbury – film TV (1996)
- Moloney – serie TV, episodio 1x18 (1997)
- Twice in a Lifetime – serie TV, episodio 2x14 (2000)
- Hunter - Ritorno alla giustizia (Hunter: Return to Justice), regia di Bradford May – film TV (2002)
- Hunter - Ritorno in polizia (Hunter: Back in Force), regia di Jefferson Kibbee (2003)
- Hunter – serie TV, 5 episodi (2003)
- In due per la vittoria (The Cutting Edge: Going for the Gold), regia di Sean McNamara – film TV (2006)
- CSI - Scena del crimine (CSI: Crime Scene Investigation) – serie TV, episodio 12x19 (2012)
- The Secret Circle – serie TV, episodi 1x10-1x22 (2012)
- 9-1-1 – serie TV, episodio 3x15 (2020)
- NCIS - Unità anticrimine (NCIS) – serie TV, episodio 19x09 (2021)

### Regista
- Hunter – serie TV, episodi 3x21-5x22 (1987-1989)

### Sceneggiatrice
- Hunter – serie TV, episodio 5x22 (1989)

## Doppiatrici italiane
Nelle versioni in italiano delle opere in cui ha recitato, Stepfanie Kramer è stata doppiata da:
- Anna Rita Pasanisi in Hunter, Hunter (2003)
- Laura Boccanera in In due per la vittoria
- Isabella Pasanisi in CSI - Scena del crimine
- Monica Migliori in 9-1-1
- Roberta Pellini in NCIS - Unità anticrimine